# Пол Њуман
Пол Ленард Њуман (енгл. Paul Leonard Newman; Шејкер Хајтс, 26. јануар 1925 — Вестпорт, 26. септембар 2008) био је амерички глумац, режисер, продуцент, предузетник, возач ауто-трка и хуманитарац. У својој каријери награђиван је наградама као што су Оскар, Златни глобус, Удружење филмских глумаца, Еми, као и многим почасним наградама и признањима. Оснивач је компаније Newman's Own, из које донира цели профит и прилоге у добротворне сврхе. До маја 2007. године ове донације су премашиле 220.000.000 долара. Њуман је преминуо од рака плућа у свом дому у Вестпорту (Конектикат).

## Детињство и младост
Рођен је у Шејкер Хајтсу (предграђе Кливленда), као син Терезе (рођене Фецер или Фецко; слч. Terézia Fecková) и Артура Самјуела Њумана који је водио продавницу спортске опреме. Његов отац је био јеврејске а мајка католичке вероисповести. Мајка му је била Словакиња, рођена у Птичју (бивши Peticse) у тадашњој Аустроугарској (садашња Словачка). Њуман се изјашњавао као јевреј, наводећи да је то „већи изазов”. Његова мајка Тереза је радила у продавници свог мужа Артура док је одгајала Пола и његовог брата Артура млађег (који је касније постао продуцент).
Њуман је показао рани интерес за глуму, у чему га је његова мајка охрабривала. Са седам година је имао свој глумачки деби у школској продукцији која се звала Робин Худ. Матурирао је на Средњој школи Шејкер Хајтс 1943. године, а касније је похађао Универзитет Охајо у Атенсу (Охајо) где се придружио братству Фи капа тау.

## Филмска каријера
На Бродвеју је дебитовао у комаду Вилијама Инџа Пикник заједно са глумицом Ким Стенли. Потом је наступао у драмама Сати очаја и Слатка птица младости са глумицом Џералдином Пејџ. Године 1962. заиграо је и у филмској верзији Слатке птице младости поново са Џералдином Пејџ.
Његов први филм је био Сребрни путир (1954), да би касније уследиле критичарски хваљене улоге у филмовима: Неко тамо горе ме воли (1956), као боксер Роки Гразијано; Мачка на усијаном лименом крову (1958), где је играо са Елизабет Тејлор; и Млади из Филаделфије (1959), са Барбаром Раш и Робертом Воном.
Њуман се појавио на аудицији заједно са Џејмсом Дином за филм Источно од раја (1955). Дин је добио улогу Кала Траска док је улога Арона Траска, првобитно намењена Њуману, додељена Ричарду Давалосу. Исте године играо је заједно са Евом Мари Сејнт и Френком Синатром у представи Торнтона Вајлдера Наш град. Представа је приказана уживо и у боји преко телевизије.
Њуман је био један од неколико глумаца који је успешно наставио каријеру из 50-их у 60-им и 70-им. Његова бунтовничка личност била је прихваћена и у следећим генерацијама. Његови познатији филмови 60-их и 70-их су: Егзодус (1960), Хазардер (1961), Хад (1963), Покретна мета (1966), Хомбре (1967), Хладноруки кажњеник (1967), Паклени торањ (1974), Сурова игра (1977) и Пресуда (1982). Сарађивао је са глумцем Робертом Редфордом и режисером Џорџом Ројом Хилом у филмовима Буч Касиди и Санденс Кид (1969) и Жаока (1973). Највише је сарађивао са супругом, глумицом Џоаном Вудвард и то у филмовима Дуго топло лето (1958), Окупите се око заставе, момци! (1958), С терасе (1960), Париски блуз (1961), A New Kind of Love (1963), Winning (1969), WUSA (1970), The Drowning Pool (1975), Хари и син (1984) и Господин и госпођа Бриџ. Такође, заједно су играли и у мини-серији Empire Falls, али нису имали заједничких сцена.
Двадесетпет година након филма „Хазардер” (1961), у коме је играо Едија Фелсона, репризирао је исту улогу у филму Мартина Скорсезеа Боја новца. За улогу у овом филму је награђен Оскаром за најбољег главног глумца.
Године 2003. је поновио улогу у представи Our Town па је номинован за награде Тони и Еми. Његова последња филмска улога на екрану је била улога шефа мафије Џона Рунија у филму Пут без повратка где је играо заједно са Томом Хенксом. Након тога је позајмио глас у анимираном филму Cars а био је и наратор у филму Дејл, који говори у легендарном NASCAR возачу Дејлу Ернхарту.
Њуман се повукао из глумачког посла 25. маја 2007. године са образложењем да не може да настави да глуми на нивоу на којем би он хтео.

## Бракови и породица
Њуман се женио два пута. Његов први брак је био са Џеки Вити са којом је био у браку од 1949. до 1958. године. Са Вити је имао сина Скота и две кћерке Сузану Кендал и Стефани. Његов син, Скот Њуман, који се појавио у филмовима Breakheart Pass, Паклени торањ и Fraternity Row, преминуо је од предозирања дрогом. Након тога, Пол Њуман је у сећање на свог сина основао Центар Скота Њумана за зависнике од дроге. Сузана прави документарне филмове, а и глумица је, како у позоришту тако и на филму. Била је копродуцент у Њумановам филму The Shadow Box, за кога је номинована за награду Еми.
Његов други брак је био са глумицом Џоаном Вудвард с којим се венчао 29. јануара 1958. године. Са њом има три кћерке Еленор „Нел” Терезу (1959), Мелису „Лизи” Стјуарт (1961) и Клер „Клеу” Оливију (1965). Његова кћерка Еленор (у филму потписана као Нел Потс) је играла једну од главних улога поред своје мајке у филму кога је Њуман режирао, филм се звао Утицај гама-зрака на сабласне невене.
Живео је далеко од холивудског окружења у Вестпорту (Конектикат), где је био посвећен својој супрузи и породици. Када су га питали како успева да буде веран супрузи, одговорио је: „Зашто ићи напоље по хамбургер, када можеш имати одрезак код куће.”

## Филмографија
| Год.                | Српски назив                         | Оригинални назив                 | Улога                            |
| ------------------- | ------------------------------------ | -------------------------------- | -------------------------------- |
| Глумац              |                                      |                                  |                                  |
| 1954.               | Сребрни путир                        |                                  | Базил                            |
| 1956.               | Неко тамо горе ме воли               | Somebody Up There Likes Me       | Роки Гразијано                   |
| 1956.               | Мучење                               |                                  | капетан Едвард В. Хол млађи      |
| 1957.               | Прича о Хелен Морган                 |                                  | Лари Мадукс                      |
| 1957.               | Док не исплове                       |                                  | капетан Џек Хардинг              |
| 1958.               | Дуго топло лето                      |                                  | Бен Квик                         |
| 1958.               | Леворуки револвераш                  |                                  | Били Кид                         |
| 1958.               | Мачка на усијаном лименом крову      |                                  | Брик Полит                       |
| 1958.               | Окупите се око заставе, момци        |                                  | Хари Банерман                    |
| 1959.               | Млади из Филаделфије                 |                                  | Ентони Џадсон Лоренс             |
| 1960.               | С терасе                             |                                  | Дејвид Алфред Итон               |
| 1960.               | Егзодус                              |                                  | Ари Бен Канан                    |
| 1961.               | Хазардер                             |                                  | Еди Фелсон                       |
| 1961.               | Париски блуз                         |                                  | Рам Боуен                        |
| 1962.               | Слатка птица младости                |                                  | Чанс Вејн                        |
| 1962.               | Авантуре младог човека               |                                  | Ад Франсис, Батлер               |
| 1963.               | Хад                                  |                                  | Хад Банон                        |
| 1963.               |                                      | Стив Шерман                      |                                  |
| 1963.               |                                      | Ендру Крејг                      |                                  |
| 1964.               |                                      |                                  | Лари Флинт                       |
| 1964.               |                                      | Хуан Караско                     |                                  |
| 1965.               |                                      |                                  | Арманд Денис                     |
| 1966.               | Покретна мета                        |                                  | Лу Харпер                        |
| 1966.               | Поцепана завеса                      |                                  | проф. Мајкл Армстронг            |
| 1967.               | Хомбре                               |                                  | Џон Расел                        |
| 1967.               | Хладноруки кажњеник                  |                                  | Лук Џексон                       |
| 1968.               | Тајни рат Харија Фрига               |                                  | редов Хари Фриг                  |
| 1969.               | Паклена стаза Инидијанаполиса        |                                  | Френк Капјуа                     |
| 1969.               | Буч Касиди и Санденс Кид             |                                  | Буч Касиди                       |
| 1970.               |                                      |                                  | Рајнхарт                         |
| 1971.               |                                      |                                  | Хенк Стампер                     |
| 1972.               | Џепарац                              |                                  | Џим Кејн                         |
| 1972.               | Живот и време судије Роја Бина       |                                  | Рој Бин                          |
| 1973.               | Човек из Аустралије                  |                                  | Џозеф Рирден                     |
| 1973.               | Жаока                                |                                  | Хенри Гондорф                    |
| 1974                | Паклени торањ                        |                                  | Даг Робертс                      |
| 1975.               |                                      |                                  | Лу Харпер                        |
| 1976.               | Бафало Бил и Индијанци               |                                  | Вилијам Ф. „Бафало Бил” Коди     |
| 1977.               | Сурова игра                          |                                  | Реџи „Реџ” Данлоп                |
| 1979.               | Квинтет                              |                                  | Есекс                            |
| 1980.               | Кад је крај близу                    |                                  | Хенк Андерсон                    |
| 1981.               |                                      |                                  | Мерфи                            |
| 1981.               | Без пакости                          |                                  | Мајкл Колин Галагер              |
| 1982.               |                                      |                                  |                                  |
| Пресуда             |                                      | Френк Галвин                     |                                  |
| 1984.               | Хари и син                           |                                  | Хари Кич                         |
| 1986.               | Боја новца                           |                                  | Еди Фелсон                       |
| 1989.               | Дебељко и малиша                     |                                  | генерал Лесли Р. Гроувс          |
| 1989.               |                                      | Ерл К. Лонг                      |                                  |
| 1990.               | Господин и госпођа Бриџ              |                                  | Волтер Бриџ                      |
| 1993.               |                                      |                                  | Дејв                             |
| 1994.               | Велики скок                          |                                  | Сидни Џ. Масбергер               |
| 1994.               | Скоро савршен човек                  |                                  | Доналд Џ. „Сали” Саливан         |
| 1998.               | Сумрак                               |                                  | Хари Рос                         |
| 1999.               | Порука у боци                        |                                  | Доџ Блејк                        |
| 2000.               | Где је лова                          |                                  | Хенри Манинг                     |
| 2002.               | Пут без повратка                     |                                  | Џон Руни                         |
| 2003.               | Наш град                             |                                  | Позоришни продуцент              |
| 2005.               |                                      |                                  | Макс Роби                        |
| 2005.               |                                      | Дејв Скот                        |                                  |
| 2006.               |                                      |                                  | Док Хадсон                       |
| 2007.               | Дејл                                 |                                  | приповедач                       |
| Режисер и продуцент |                                      |                                  |                                  |
| 1968.               | Рејчел, Рејчел                       |                                  | режисер                          |
| 1969.               |                                      |                                  | извршни копродуцент (непотписан) |
| 1969.               |                                      | извршни копродуцент (непотписан) |                                  |
| 1970.               |                                      |                                  | копродуцент                      |
| 1971.               | Никад не попуштај                    |                                  | режисер и извршни копродуцент    |
| 1971.               | Могли би бити дивови                 |                                  | продуцент                        |
| 1972.               | Утицај гама-зрака на сабласне невене |                                  | режисер и продуцент              |
| 1972.               | Живот и време судије Роја Бина       |                                  | извршни копродуцент (непотписан) |
| 1980.               |                                      |                                  | режисер                          |
| 1984.               | Хари и син                           |                                  | режисер и продуцент              |
| 1984.               | Стаклена менажерија                  |                                  |                                  |
| 2005.               |                                      |                                  | продуцент                        |